# Тейшейра де Пашкуайш
Тейше́йра де Пашкуа́йш (порт. Teixeira de Pascoaes, 8 ноября 1877, Амаранте, Португалия — 14 декабря 1952, Гатан, Португалия) — португальский писатель и поэт. Настоящее имя — Жуаки́н Пере́йра Тейше́йра де Вашконсе́луш (порт. Joaquim Pereira Teixeira de Vasconcelos). Родоначальник и самый известный представитель такого направления португальской литературы, как саудозизм.

## Биография
Будущий литератор был вторым из семерых детей Жуана Перейры Тейшейры де Вашконселуша и Карлоты Гедеш Монтейру. Он родился в аристократической семье, глава которой был судьей, рос ребёнком замкнутым, ранимым и чувствительным.
Получив почти полное школьное образование на малой родине, в 1895 году отправляется в Коимбру, где окончил школу и в 1896 году поступает на юридический факультет Коимбрского университета. В отличие от ровесников, в эпоху студенчества не заинтересовывается обществом местной богемы и пренебрегает им, предпочитая уединенные вечера, в продолжение которых читает и предается размышлениям.
Окончив университет в 1901 году, устраивается адвокатом — сперва на малой родине, в Амаранте, а с 1906 года начинает работать по специальности в Порту, однако уже в 1913 году всецело отдается литературе.
Приняв решение таким образом изменить свою жизнь, бывший адвокат переезжает в фамильную усадьбу в Гатане, расположенную неподалеку от Амаранте, где посвящает себя домашним делам, созерцанию невероятной красоты горного пейзажа, чтению и писательству. Будучи убежденным мистиком, в этот период своей жизни он особенно увлечен метафизикой и потусторонними силами.
Несмотря на замкнутость хозяина, в Гатанской усадьбе де Пашкуайша побывало множество его выдающихся современников: ученых и деятелей культуры, причем как португальских, так и приезжавших навестить поэта из других стран. Однажды произошел такой конфуз: студенты, прибывшие в гости к де Пашкуайшу, приняли низкорослого худощавого мэтра за садовника, настолько скромно и аскетично он был одет. Нередко посещали этот дом поэты Эужениу де Андраде и Мариу Сезарини, с которыми де Пашкуайш особенно сдружился в последние годы своей жизни. Десятилетия спустя именно Сезарини переиздаст не одно произведение де Пашкуайша и включит тексты старшего товарища в поэтическую антологию 1970—1980-х годов, назвав его даже более великим поэтом, чем Фернанду Пессоа.
14 декабря 1952 года, пережив собственную мать всего на несколько месяцев, Тейшейра де Пашкуайш в возрасте 75 лет скончался от пневмонии.

## Творчество
Вместе с Антониу Сержиу и Раулем Проенсой встал у истоков движения Renascença Portuguesa («Португальское возрождение»). В 1910 году увидел свет журнал A Águia — главный печатный орган этого движения; одним из его «отцов» также был Тейшейра де Пашкуайш. Помимо этого поэт сотрудничает с такими изданиями, как Serões (1901—1911), Atlântida (1915—1920) e Contemporânea [1915]-1926. Пять раз номинировался на Нобелевскую премию по литературе.

### Поэзия
- 1895 — Embriões
- 1896 — Belo 1ª parte
- 1897 — Belo 2ª parte
- 1898 — À Minha Alma e Sempre
- 1899 — Profecia (в соавторстве с Афонсу Лопешем Виейрой)
- 1901 — À Ventura
- 1903 — Jesús e Pan
- 1904 — Para a Luz
- 1906 — Vida Etérea
- 1907 — As Sombras
- 1909 — Senhora da Noite
- 1911 — Marânus
- 1912
  - Regresso ao Paraíso
  - Elegias
- 1913 — O Doido e a Morte
- 1920 — Elegia da Solidão
- 1921 — Cantos Indecisos
- 1924
  - A Elegia do Amor
  - O Pobre Tolo
- 1925
  - D. Carlos
  - Cânticos
  - Sonetos
- 1949 — Versos Pobres

### Проза
- 1915 — A Arte de Ser Português
- 1916 — A Beira Num Relâmpago
- 1919 — Os Poetas Lusíadas
- 1921 — O Bailado
- 1923 — A Nossa Fome
- 1928 — Livro de memórias
- 1934 — S.Paulo
- 1936 — S. Jerónimo e a trovoada (художественная биография)
- 1937 — O Homem Universal
- 1940 — Napoleão (художественная биография)
- 1942
  - Camilo Castelo Branco o penitente (художественная биография)
  - Duplo passeio
- 1945 — Santo Agostinho (художественная биография)
- 1951 — Dois Jornalistas (роман)

### Лекции
- 1919 — Os Poetas Lusíadas
- 1922 
  - Conferência
  - A Caridade
- 1950 — Duas Conferências em Defesa da Paz
- 1951 — João Lúcio

### Пьесы
- 1926 — Jesus Cristo em Lisboa (в соавторстве с Раулем Бранданом)

## Переводы на русский язык
Тейшейра де Пашкоайш. Стихи. Лузитанская душа. Стихи португальских поэтов XV—XX веков (Сост. и переводчик Ирина Фещенко-Скворцова). — М.: «Водолей», 2017. — Стр. 104-107. — ISBN 978-5-91763-368-8